# 天童如浄

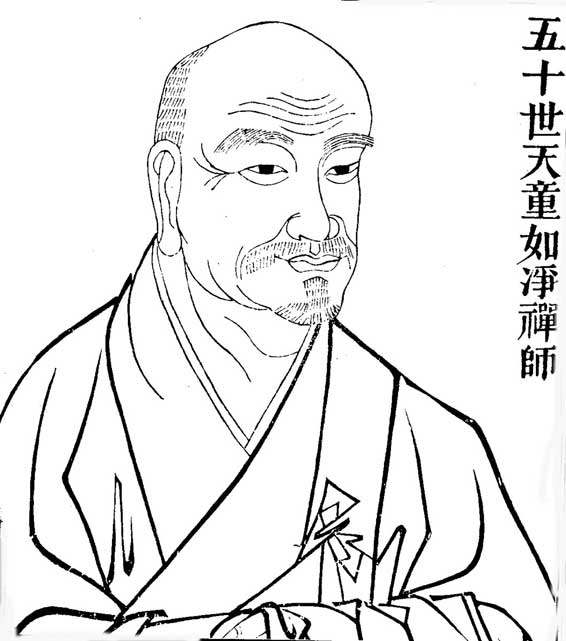
天童如浄

天童如浄（てんどう にょじょう、隆興元年7月7日（1163年8月8日）- 紹定元年7月17日（1228年8月18日））は、中国南宋の曹洞宗の僧。俗姓は兪。字は長翁。明州鄞県葦江の出身。天童山景徳寺の第31世住職を務めた。『如浄禅師語録』が伝えられる。日本曹洞宗の開祖道元の師。

## 人物
洞山良价の流れを汲む雪竇智鑑の法を継ぎ、当時中国の禅宗で主流を占めた臨済宗大慧派とは対照的に、名利を超越した禅僧だったといわれる。曹洞禅は黙照禅ともいい、公案中心の臨済禅に対し、ひたすら禅に打ち込むことによって内面の自在な境地を体得しようというものであった。
如浄は、無際了派の没後の嘉定17年（1224年）に天童山景徳寺の住職となった。渡宋した道元は宝慶元年（1225年）から帰国する宝慶3年（1227年）まで如浄の元で学んでおり、如浄は宝慶元年の夏安居の期間に大悟した道元に印可を授けている。道元は如浄の教えに従って権勢より離れ、世俗化した当時の仏教については根本からこれを批判し、仏陀本来の精神に立ち帰ることを唱えた。こうして、如浄の教えは、道元による日本曹洞宗の開宗にあたってその基礎の形成に大きな役割をになった。